# القوات المسلحة اللاتفية
القوات المسلحة الوطنية (اللاتفية: Nacionālie bruņotie spēki (NAF)) هي القوات المسلحة الموحدة لجمهورية لاتفيا. ويستند مفهوم لاتفيا الدفاع على قوة للرد السريع مؤلفة من قاعدة تعبئة ومجموعة صغيرة من محترفي مهنة. القوات المسلحة الوطنية ويتكون من القوات البرية، القوات البحرية، القوات الجوية والحرس الوطني وغيرها. وكان مشروع آخر لاتفيا قد تحولت إلى جيش محترف، في عام 2005. من 1 يناير 2007، ان الجيش تماما عقد مقرها.

## البعثة
مهمة القوات المسلحة الوطنية (ناف) هو الدفاع عن السيادة والسلامة الإقليمية للدولة والدفاع عن شعبها ضد العدوان. من أجل تنفيذ هذه المهام، NAF ينص على الدفاع عن الأمة، ومجالها الجوي ومياهها الإقليمية الوطنية، والمشاركة في نطاق واسع أزمة عمليات ردا على ذلك، تؤدي في حالات الطوارئ الإنقاذ عمليات، والمشاركة في دولية الحفظ السلام عمليات.
المهمة الرئيسية للقوات المسلحة الوطنية هي:
- توفير لحرمة كل التراب الوطني والمياه والفضاء الجوي؛
- المشاركة في العمليات الدولية؛
- المشاركة في القضاء على التهديد وطنية؛
- توفير لتدريب العاملين والاحتياط.
- التأكد من تحديث وتعزيز التدريب على القتال المهنية؛

## هيكل
وطنية القوات المسلحة تتألف من:
- NAF المقر المشترك
- NAF القائد الشخصية للموظفين
- القوات البرية
- القوات البحرية
- القوات الجوية
- الحرس الوطني
- القوات الخاصة
- الشرطة العسكرية
- NAF موظفي الكتيبة
- التدريب والعقيدة القيادة
- اللوجستية القيادة

في خدمة الأمن في البرلمان ورئيس الدولة كانت جزءا من القوات المسلحة الوطنية حتى اندماجها مع الشرطة العسكرية في عام 2009.

## الموظفين
هناك 1700 أفراد الخدمة الفعلية في ناف. هناك 971 جندي في الجيش اللاتفي، 552 في البحرية اللاتفية، 251 في سلاح الجو اللاتفي. هناك 10642 من عناصر الحرس الوطني الطوعي مع 1284 ضابطا و1945 ضابط صف في الحرس الوطني اللاتفي. وهناك 1380 موظف مدني وعسكري يخدمون في ناف.[بحاجة لمصدر]

## التعاون
جنبا إلى جنب مع توفير الدفاع الوطني، فإن NAF رد فعل أيضا على الفور إلى التهديدات التي يتعرض لها حلفاء آخرين، والأزمات الدولية.
لاتفيا وتتعاون مع استونيا وليتوانيا في الكتيبة البلطيقية كتيبة مشاة البحرية المشتركة، وسرب طائرات BALTRON التي تتوفر لعمليات حفظ السلام.
حاليا، حلف الناتو تشارك في الدوريات وحماية المجال الجوي لاتفيا كما أن الجيش اللاتفي لا تملك الوسائل للقيام بذلك. من أجل هذا الهدف قوة الدورية لأربعة منظمة حلف شمال الأطلسي المقاتلين، والتي تأتي من دول مختلفة ومفاتيح على فترات لمدة شهرين أو ثلاثة، ويستند في ليتوانيا لتغطية كل ثلاثة دول البلطيق (انظر بحر البلطيق الهواء الشرطة).

## التحديث
بعد انضمامه منظمة حلف شمال الأطلسي (الناتو)، لاتفيا اتخذت التزامات لتعزيز الدفاع المشترك، التي تدخل في نطاق قدراتها. لهذا الغرض، كل دولة عضو في منظمة حلف شمال الأطلسي المندوبين تشكيلاتها العسكرية - استجابة سريعة ومسلحة تسليحا جيدا ومجهزة تجهيزا جيدا وحدات قادرة على العمل خارج حدود حلف الناتو.
بعد انضمامه إلى منظمة حلف شمال الأطلسي، وتحول المؤسسة من نظام الدفاع اللاتفية من الدفاع عن الأرض الإجمالية للدفاع الجماعي. وقد اكتسب لاتفيا قوات صغيرة ولكن درجة عالية من الاحتراف التي تم دمجها بشكل كامل في هياكل منظمة حلف شمال الأطلسي. وقد شارك جنود NAF في العمليات الدولية منذ عام 1996. وحدات متخصصة (وحدات على سبيل المثال من الأطباء العسكريين والشرطة العسكرية، والتعادل ordenance غير المنفجرة، والغواصين العسكريين وقوات خاصة) وقد وضعت من أجل تسهيل وتعزيز NAF المشاركة في العمليات الدولية. وقد تم إيلاء اهتمام خاص لإنشاء وحدة للتعامل مع التعرف على الألغام النووية التلوث. المشاركة الناجحة للجنود لاتفيا في التدريبات الدولية، والعمليات والبعثات يدل على أن مهاراتهم المهنية الامتثال بالفعل مع متطلبات الأداء التي حددها التحالف.